# مارتین ابدی
مارتین ابدی (انگلیسی: Martín Abadi؛ زادهٔ ۱۹۶۳) یک دانشمند رایانه آرژانتینی در زمینه امنیت رایانه و زبان برنامه‌نویسی است که از سال ۲۰۲۱ در گوگل مشغول به کار است. وی مدرک پی‌اچ‌دی خود را از دانشگاه استنفورد در ۱۹۸۷ میلادی دریافت کرد.
او به دلیل کارش در زمینه امنیت رایانه و زبان‌های برنامه‌نویسی، از جمله مقاله‌اش (با مایکل باروز و راجر نیدهام) درباره منطق باروز-آبادی-نیدهام برای تجزیه و تحلیل پروتکل‌های احراز هویت، و کتابش (با لوکا کاردلی) نظریه‌ای از اشیاء، طرح‌بندی محاسبات رسمی برای معناشناسی زبان‌های برنامه‌نویسی شی‌گرا شناخته شده است. در سال ۱۹۹۳، او زبان برنامه‌نویسی بیبی ماجولا ۳ را منتشر کرد که زیرزبان ماجولا ۳ بر اساس برنامه‌نویسی تابعی و ایدئال‌های نظریه مجموعه است. ابدی یک توسعه‌دهنده اصلی برای چارچوب یادگیری ماشین تنسورفلو است.
او در سال ۲۰۰۸ عضو انجمن ماشین‌های حسابگر شد. در سال ۲۰۱۱، به عنوان استاد موقت در کالج فرانسه در پاریس، تدریس امنیت رایانه را به عهده داشت. او در سال ۲۰۱۸ به دلیل مشارکت در نظریه رسمی امنیت رایانه به عضویت آکادمی ملی مهندسی انتخاب شد.
او با موسی آبادی، یکی از اعضای مقاومت فرانسه در جنگ جهانی دوم، و کارلوس آبادی یک بانکدار، سرمایه‌دار و نیکوکار ارتباط دارد.